# آلي ميلر
آلي ميلر (بالإنجليزية: Ally Millar)‏ (15 يناير 1952 بغلاسكو في المملكة المتحدة - ) هو لاعب كرة قدم بريطاني في مركز الوسط. لعب مع نادي بارنسلي ونادي يورك سيتي وهاميلتون أكاديميكال وماتلوك تاون ‏ ووركشوب تاون ‏ وبالتيمور بلاست ‏ وBenburb F.C. ‏ وفينكس إنفيرنو ‏.

## وصلات خارجية
- آلي ميلر على موقع قاعدة بيانات كرة القدم.إي يو (الإنجليزية)